# أخصائي تغذية الحيوان

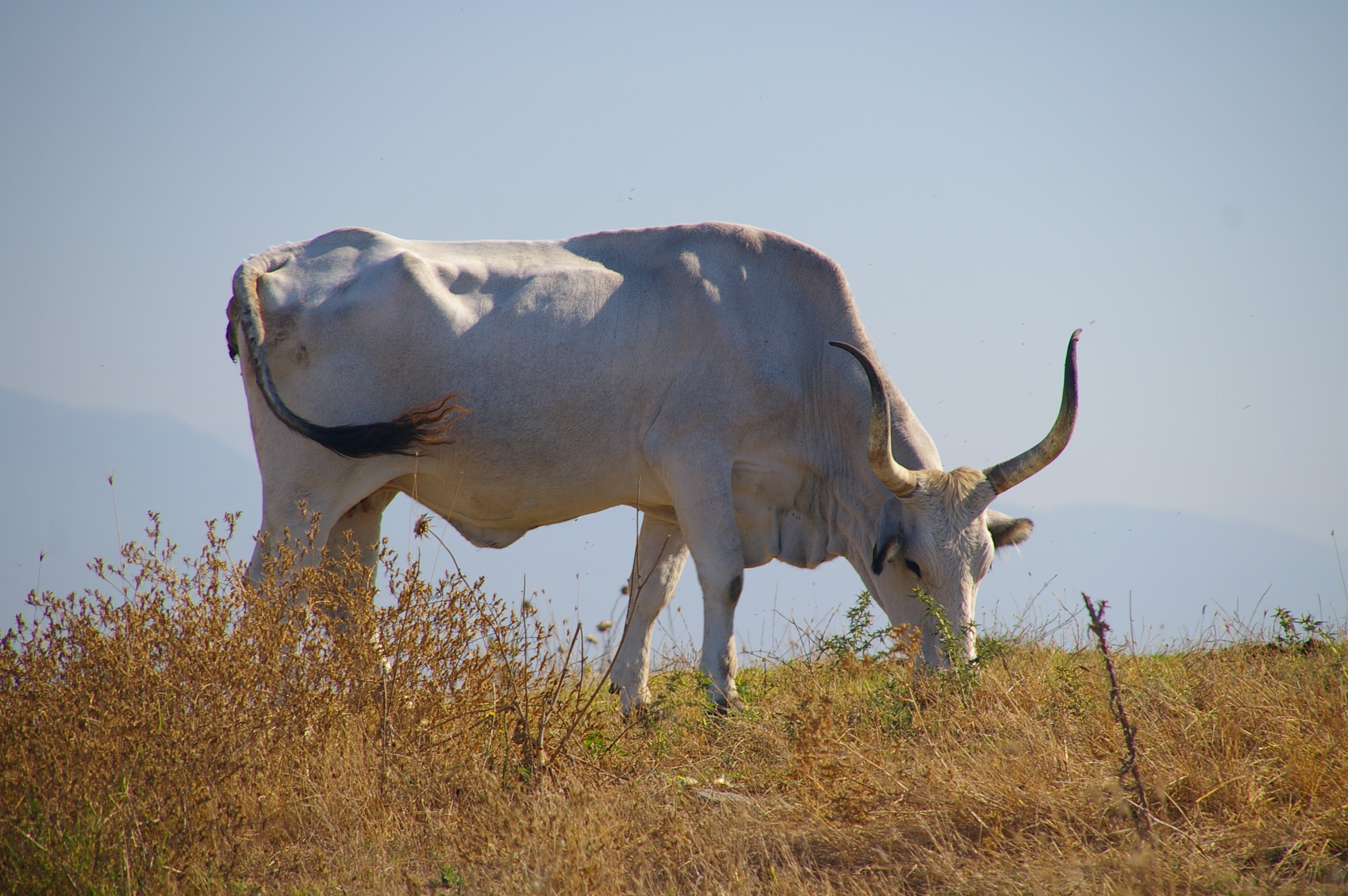

أخصائي تغذية الحيوان هو الشخص الذي يتخصص في التغذية الحيوانية، والتي تهتم بشكل خاص بالاحتياجات الغذائية للحيوانات في الأسر والماشية والحيوانات الأليفة في مرافق إعادة تأهيل الحياة البرية. علم التغذية الحيوانية يشمل مبادئ الكيمياء، خاصة (الكيمياء الحيوية) والفيزياء والرياضيات والأخلاقيات (سلوكيات حيوانية). كما أن التغذية الحيوانية في صناعة الأغذية ربما تعني أيضا بـالاقتصاد وتجهيز الأغذية.
المراجع